# 모리토 치사키
모리토 치사키(일본어: 森戸知沙希 もりと ちさき[*], 2000년 2월 19일 ~ )는 일본의 여성 아이돌 그룹 전 모닝구무스메 및 컨트리걸즈의 멤버. 연예사무소 J.P ROOM(업프런트 그룹) 소속.

## 약력
2014년
- 모닝구무스메'14 <골든> 오디션에 참가했지만, 첫 심사에서 낙선.
- 11월 1일, CoCoRo학원을 졸업[1].
- 11월 5일, 컨트리걸즈의 신멤버에 가입[2].

2017년
- 6월 26일, 모닝구무스메에 이적해, 컨트리걸즈 겸임을 발표[3].

2019년
- 10월 18일, 컨트리걸즈가 12월 26일에 LINE CUBE SHIBUYA에서 행해진 콘서트를 기해 그룹 활동 휴지를 발표로, 동시에 컨트리걸즈를 졸업하고, 모닝구무스메 멤버로서 활동에 전념한다[4].
- 12월 26일, 컨트리걸즈가 LINE CUBE SHIBUYA에서 행해진「컨트리걸즈 LIVE 2019 ~사랑스러워서 미안해~」를 기해 그룹 활동 휴지.

2022년
- 2월 28일,「Hello! Project 2022 Spring CITY CIRCUIT 모닝구무스메。'22 CONCERT TOUR ~Never Been Better!~」를 기해 모닝구무스메。'22 그리고 헬로! 프로젝트를 졸업하는 것을 발표[5].
- 6월 20일, 일본 무도관에서 행해진「모닝구무스메。'22 CONCERT TOUR ~Never Been Better!~ 모리토 치사키 졸업 스페셜」을 기해 모닝구무스메。'22 및 헬로! 프로젝트를 졸업하였다. 졸업 후에는 해외 유학에 전념하게 된다. 덧붙여, 모리토의 졸업으로 컨트리걸즈 재적자는 전원 헬로! 프로젝트를 졸업하는 것으로부터, 당일은 같은 그룹의 전 멤버인 야마키 리사, 오제키 마이, 야나가와 나나미, 후나키 무스부의 연명으로 꽃다발을 증정받았다.
- 10월 17일, 유튜브 채널『Hello!留学チャンネル 〜Study Abroad〜』에서 졸업 후 유학 생활 보고를 시작[6].

2023년
- 1월 1일, 소속 사무소 J.P ROOM에 이적.
- 11월 11일, 유학처로부터의 귀국을 보고[7].
- 11월 27일,「모리토 치사키 귀국보고회 토크 & 미니 라이브 이벤트」를 개최해, 연예 활동을 재개[8].

2024년
- 6월 1일, M-line club의 가입이 발표되었다[9].

## 작품

### 착신 싱글
- みかん (2022년 6월 21일)

### Blu-ray
- Greeting ~모리토 치사키~ (2015년 9월 8일) - e-LineUP! 한정 판매
- Chisaki in Paradise (2017년 6월 28일)

## 출연

### 콘서트 · 라이브
- M-line Special 2024 ~Many well wishes~ (2024년 3월 24일, 메구로 퍼시몬 홀, 2회 공연) - 게스트로서 출연.
- M-line Special 2024 Autumn ~brand new~ (2024년 9월 21일, 요코하마 Bay Hall, 2회 공연 · 22일, 나고야 Electric Lady Land, 2회 공연 · 12월 1일, 기후 club-G, 2회 공연 · 28일, 요코하마 ReNY beta, 2회 공연) - 게스트로서 출연.
- M-line Special 2024 Autumn ~brand new "more"~ (2024년 12월 7일, 메구로 퍼시몬 홀, 2회 공연) - 게스트로서 출연.
- M-line Special 2025 Spring ~move it on~ (2025년 3월 2일, 신주쿠 ReNY, 2회 공연 · 16일, 우메다 BANGBOO, 2회 공연 · 20일, 후쿠오카 DRUM Be-1, 2회 공연 · 22일, 나고야 Electric Lady Land, 2회 공연 · 4월 27일, 카시와 PALOOZA, 2회 공연) - 게스트로서 출연.
- M-line Special 2025 Autumn ~Make Some Noise!~ (2025년 9월 14일, 요코하마 Bay Hall, 2회 공연 · 15일, Takara Osaka, 2회 공연 · 21일, 삿포로 PENNY LANE 24, 2회 공연 ·27일, 센다이 darwin, 2회 공연 ·28일, 아오모리 Quarter, 2회 공연 · 10월 4일, NIIGATA LOTS, 2회 공연 · 12일, 신주쿠 ReNY, 2회 공연 · 19일, 다카마츠 MONSTER, 2회 공연 · 25일, 히로시마 LIVE VANQUISH, 2회 공연 · 26일, EVANS CASTLE HALL, 2회 공연 · 11월 3일, SOUND SHOWER ark, 2회 공연 · 8일, 후쿠오카 BEAT STATION, 2회 공연 · 9일, 신주쿠 ReNY, 2회 공연 · 15일, 고베 Harbor Studio, 2회 공연) - 게스트로서 출연.

## 서적

### 사진집
- 미니 사진집「Greeting-Photobook-」(2016년 2월 19일, 오딧세이 출판)
- 1st 솔로 사진집「森戸知沙希」(2017년 2월 19일, 와니북스) ISBN 978-4-8470-4898-2
- 2nd 솔로 사진집「Say Cheese!」(2019년 6월 27일, 와니북스) ISBN 978-4-8470-8221-4
- 3rd 솔로 사진집「Crossroads」(2020년 10월 1일, 와니북스) ISBN 978-4-8470-8321-1
- 4th 솔로 사진집「with thanks」(2021년 10월 15일, 와니북스) ISBN 978-4-8470-8384-6
- 5th 솔로 사진집「Cheers」(2022년 6월 10일, 오딧세이 출판) ISBN 978-4-8470-8428-7
- 데뷔 10주년 기념 사진집「Co10r Moment」(2024년 11월 5일, 오딧세이 출판) ISBN 978-4-8470-8584-0

## 참가 유닛
- 컨트리걸즈 (2014년 ~ 2019년)
- 모닝구무스메 (2017년 ~ 2022년)